# Kaupanger
Kaupanger är en tätort i Sogndals kommun i Vestland fylke i västra Norge. Orten ligger vid riksväg 5.